# Rostknottfågel
Rostknottfågel (Conopophaga lineata) är en fågel i familjen knottfåglar inom ordningen tättingar.

## Utseende och läte
Rostknottfågeln är en liten och kompakt fågel med kort stjärt och långa ben. Denna art har rostorange ansikte och bröst, ljust halsband, olivbrun ovansida och beigefärgad buk. Hanen har ett tydligt grått ögonbrynsstreck, honan ett mindre tydligt. Den påminner om svartmaskad knottfågel men näbben är tvåfärgad. Underarten i nordöstra Brasilien är mer bjärt orangefärgad och saknar det ljusa halsbandet.

## Utbredning och systematik
Rostknottfågel förekommer i östra Sydamerika. Den delas in i två underarter med följande utbredning:
- Conopophaga lineata lineata – förekommer i östra Brasilien (Pernambuco, södra Bahia, Goiás och Mato Grosso do Sul)
- Conopophaga lineata vulgaris – förekommer i sydöstra Brasilien, östra Paraguay, nordöstra Argentina och östra Uruguay

Cearaknottfågel (C. cearae) behandlades tidigare som en underart till rostknottfågeln och vissa gör det fortfarande.

## Levnadssätt
Rostknottfågeln hittas i täta fuktiga skogar, men också i mer öppet skogslandskap. Där håller den till i undervegetationen.

## Status och hot
Arten har ett stort utbredningsområde, men tros minska i antal, dock inte tillräckligt kraftigt för att den ska betraktas som hotad. Internationella naturvårdsunionen IUCN listar arten som livskraftig (LC).

## Bilder

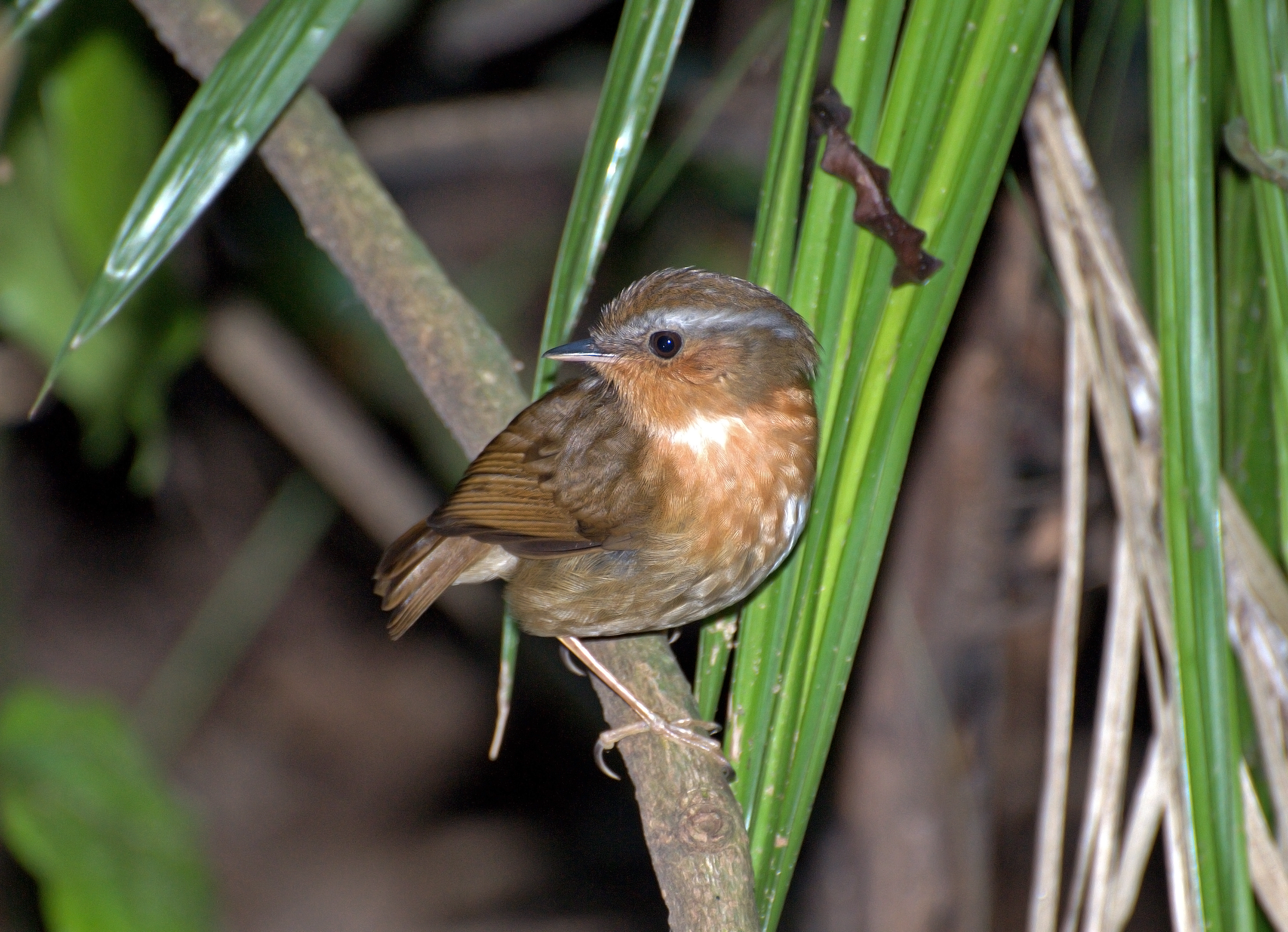
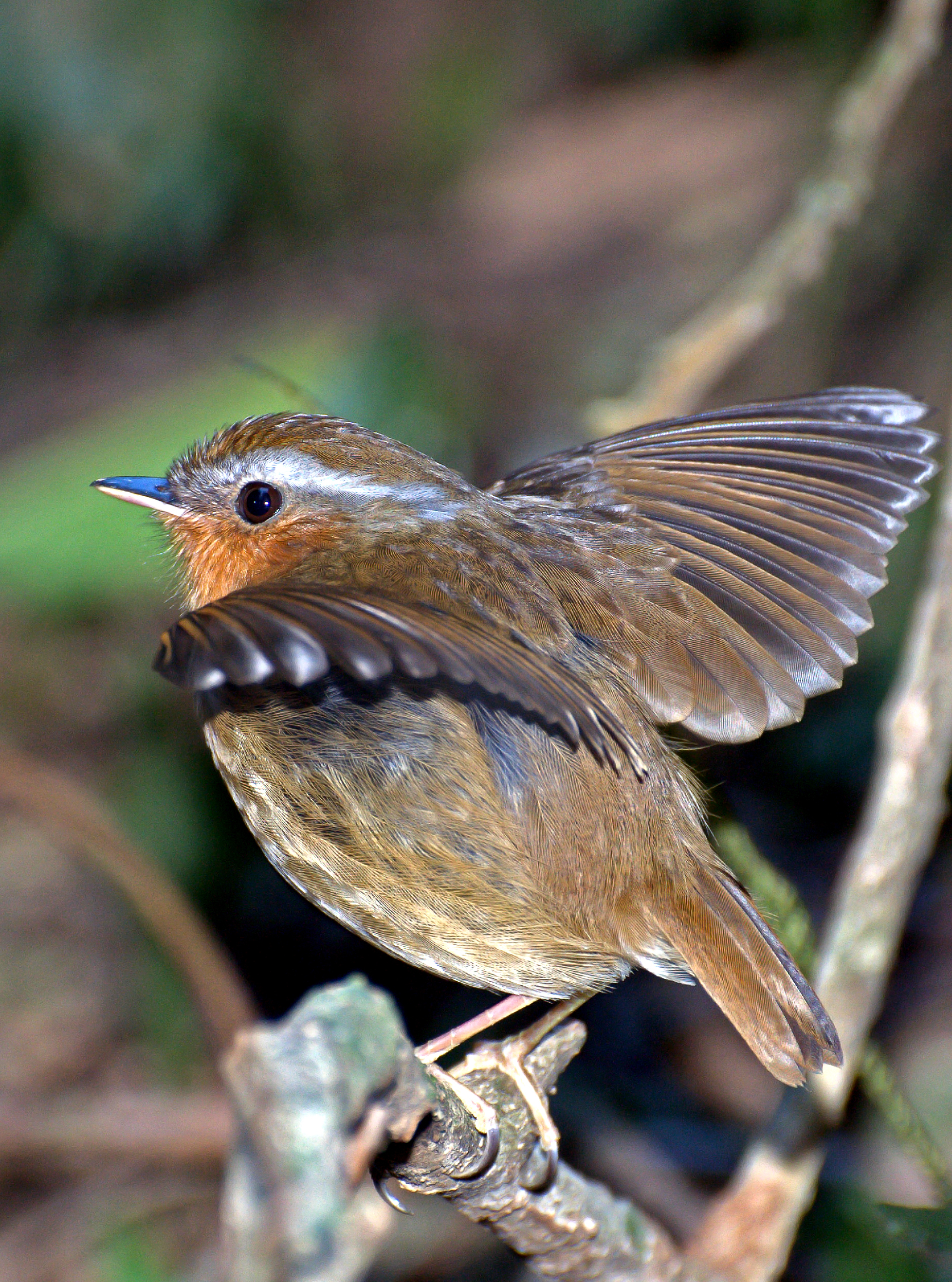